# Reptalus rufocarinata
Reptalus rufocarinata är en insektsart som först beskrevs av Kusnezov 1937.  Reptalus rufocarinata ingår i släktet Reptalus och familjen kilstritar. Inga underarter finns listade i Catalogue of Life.